# Cordana abramovii
Cordana abramovii är en svampart som beskrevs av Seman & Davydkina 1983. Cordana abramovii ingår i släktet Cordana, divisionen sporsäcksvampar och riket svampar.   Inga underarter finns listade i Catalogue of Life.